# Puits-la-Vallée
Puits-la-Vallée è un comune francese di 212 abitanti situato nel dipartimento dell'Oise della regione dell'Alta Francia.

## Società

### Evoluzione demografica
Abitanti censiti